# 静岡県道25号富士宮芝川線
静岡県道25号富士宮芝川線（しずおかけんどう25ごう ふじのみやしばかわせん）は、静岡県富士宮市を通る県道（主要地方道）である。

## 概要
富士宮市西町から富士宮市羽鮒に至る。
静岡県道・山梨県道10号富士川身延線との合流地点の近くに、その道と身延線をまたぎ、さらに180度カーブする大きな陸橋（跨線橋でも跨道橋でもある、正式名称：芝川スカイブリッジ〈1997年開通〉）がある。また、この陸橋が完成する前は、陸橋の付け根にあるT字路を曲がって踏切を渡る道が富士宮芝川線だった。

### 路線データ
- 起点：富士宮市西町（宮町西交差点、静岡県道180号富士宮富士公園線・静岡県道414号富士富士宮線交点）
- 終点：富士宮市羽鮒（朏島交差点、静岡県道・山梨県道10号富士川身延線交点）

## 歴史
- 1993年（平成5年）5月11日 - 建設省から、県道富士宮芝川線が富士宮芝川線として主要地方道に指定される[1]。

## 地理

### 通過する自治体
- 富士宮市

### 交差する道路
- 静岡県道180号富士宮富士公園線・静岡県道414号富士富士宮線（富士宮市西町・宮町西交差点、起点）
- 静岡県道184号白糸富士宮線（富士宮市西町・宮町交差点）
- 静岡県道・山梨県道10号富士川身延線（富士宮市羽鮒・朏島交差点、終点）